# 妹尾達彦
妹尾 達彦（せお たつひこ、1952年 - ）は東洋史の研究者。中央大学名誉教授。専門分野：中国都市史・7～8世紀の東アジア史。

## 経歴
1952年、広島県生まれ。1977年に立命館大学文学部史学科東洋史専攻を卒業。大阪大学大学院に進み、1983年に博士課程後期単位取得退学。陝西師範大学に留学して史念海に師事。
卒業後は、北海道教育大学（釧路校）助教授、筑波大学歴史・人類学系助教授、陝西師範大学客員教授、ハーバード大学招聘研究員を経て、2000年より中央大学文学部教授に就任、2023年退職、名誉教授の称号を受ける。公益財団法人東洋文庫研究員をつとめる。

## 研究内容・業績
専門は隋唐時代を中心とした中国の都市と環境史。広くグローバルな視野を兼ね備えた歴史家で、遊牧世界と農耕世界の相互関係を軸としたユーラシア大陸の歴史構造の解明をライフワークとする。唐代長安についての研究で知られる。

## 主要論著

### 単著
- 『長安の都市計画』（講談社〈講談社選書メチエ〉、2001年）※ 韓国語版：2006年、中国語版：2012年
- 『隋唐長安与東亜比較都城史』（西安：西北大学出版社、2018年）
- 『グローバル・ヒストリー』（中央大学出版部、2018年）[4]

### 共編著
- 『アフロ・ユーラシア大陸の都市と社会』編著（中央大学出版部〈中央大学人文科学研究所 研究叢書 74〉、2020年）
- 『750年：普遍世界の鼎立』三浦徹編（山川出版社〈歴史の転換期 3〉、2020年）

執筆 :「長安七五一年 : ユーラシアの変貌」
- 『アジア人物史』〈全12巻〉（集英社, 2022年12月 - ）NCID BC18657954
※総監修：姜尚中。編集委員：妹尾含め「現代のアジア史研究の第一人者10名」[5]。
  - 第3巻『ユーラシア東西ふたつの帝国』共著（2023年8月）

### 論文
- 「唐代塩専売法の規定内容と効力―塩商への特権賦与を中心に―」（1980年）
- 「唐代後半期の長安と伝奇小説―『李娃伝』の分析を中心にして―」（1987年）
- 『唐代長安・洛陽城の城郭構造と都市社会史の研究』（文部省科学研究費補助金研究成果報告書、1995年）
- 「唐長安人口論」（1995年）
- 「隋唐洛陽城の官人居住地」（1997年）
- 「帝国の宇宙論――中華帝国の祭天儀礼」、水林彪・金子修一・渡辺節夫編『王権のコスモロジー』（弘文堂（比較歴史学大系, 1）、1998年）
- 「中華の分裂と再生」、山紘一『ほか編中華の分裂と再生 : 3-13世紀』岩波書店（岩波講座 世界歴史）, 9 、1999年）
- 「漢唐長安城与関中平原」、史念海主編『漢唐長安与黄土平原』（陝西師範大学歴史地理研究所、1999年）
- 「黄土高原の自然環境と漢唐長安城」（鶴間和幸と共著、2000年）
- 「詩のことば、テクストの権力」（2001年）
- 「恋をする男ー9世紀の長安における新しい男女認識の形成ー」（2002年）
- 「中国の五つの都―ユーラシア東部の歴史を投影する都の変遷」（2002年）
- 「前近代中国王都論」（2005年）